# Thaqafi Tulkarem
Nadi Thaqafi Tulkarm Al-Riyadhi (arabisch نادي جبل المكبر), meist Thaqafi Tulkarem genannt, ist ein palästinensischer Fußballverein aus Tulkarm im Westjordanland. Aktuell, Stand Oktober 2023, spielt der Verein in der West Bank Premier League.

## Erfolge
- West Bank Premier League
  - Vizemeister: 2016/17

- West Bank Palestine Cup
  - Sieger: 1987
  - Finalist: 2018

- Yassir Arafat Cup
  - Finalist: 2021/22

- West Bank Supercup
  - Finalist: 2018

- West Bank PFA Cup
  - Sieger: 2008

## Stadion
Der Verein trägt seine Heimspiele im Jamal Ghanem Stadium in Tulkarm aus. Das Stadion hat ein Fassungsvermögen von 4000 Personen.